# Les Bayadères
Les Bayadères är en fransk opera i tre akter med musik av Charles-Simon Catel och libretto av Étienne de Jouy efter Voltaires historia L'education d'un prince (1764).

## Historia
Operan var Catels största succé på Parisoperan där den uruppfördes den 8 augusti 1810. Librettot är besläktat med Goethes dikt Det Gott und die Bayadere. Les Bayadères föregår senare "indiska" operor såsom Pärlfiskarna, men slutar lyckligt. Arian Chère Démaly pour toi blev populär. 1814 reviderade Catel operan till två akter.

## Personer
- Démaly, Raja av Benares (tenor)
- Laméa, bajadär (sopran)
- Olkar, Mahraterernas general bas
- Rustan, föreståndare för rajans harem (tenor)
- Narséa, den höge Brahminen (bas)
- Rutrem, rajans minister (tenor)
- Salem, Olkars förtrogne (bas)
- Hyderam, en Brahmin (bas)
- Inora, Divané, Dévéda, rajans favoriter (sopraner)
- Tre bajadärer (sopraner)

## Handling
Rajan av Benares älskar bajadären (tempeldanserskan) Laméa som dock är förbjuden att gifta sig. När rajan såras dödligt av en pil påbjuds det att hans hustru ska offras levande tillsammans när han dör. Ingen av rajans hustrur är beredda på detta, endast Laméa är beredd att offra sitt liv. När rajan tillfrisknar blir Laméa löst från sina religiösa åtaganden och kan gifta sig med rajan.